# Theodor Grotthuss

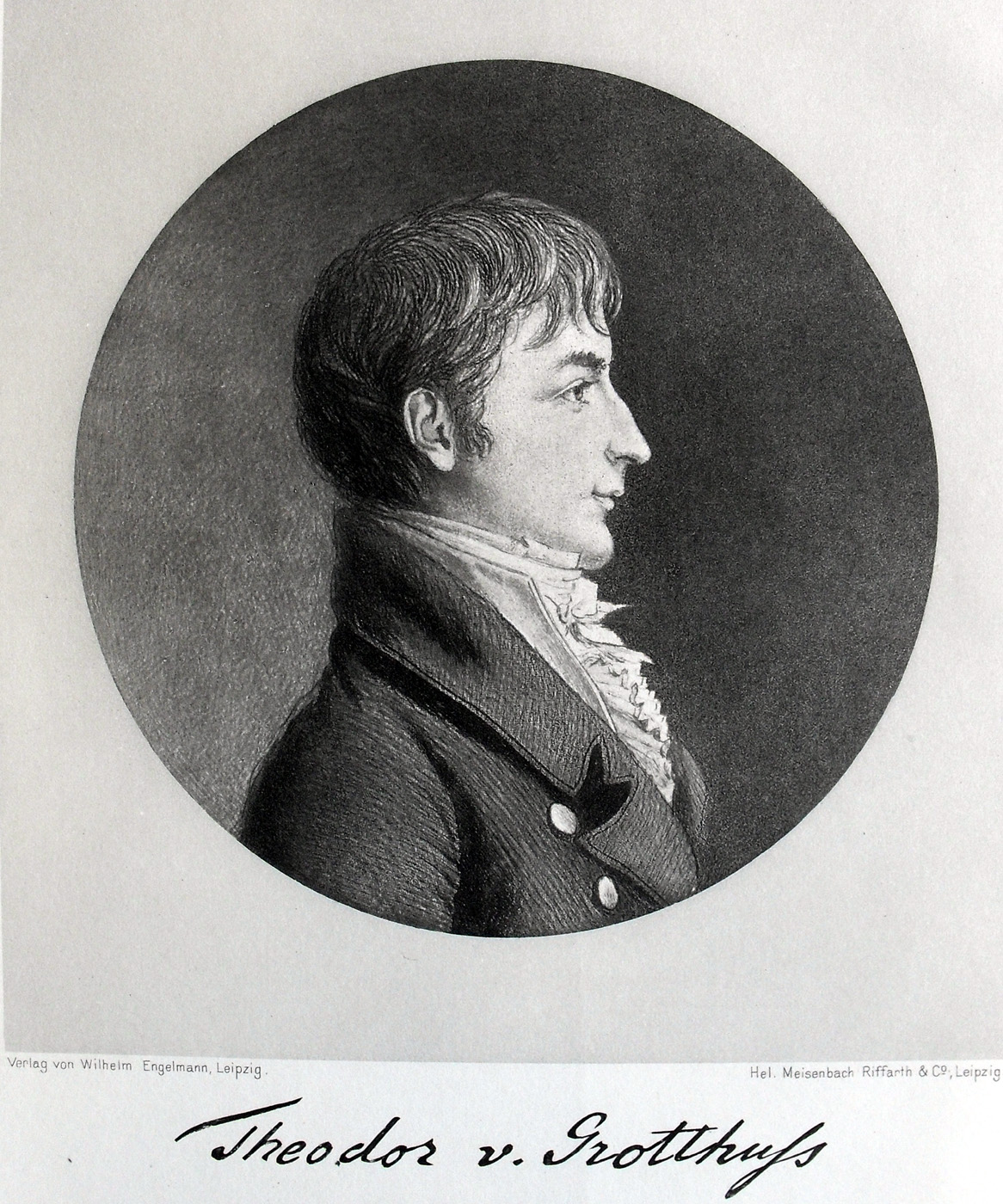
Perfil de Theodor Grotthuss

Freiherr Christian Johann Dietrich Theodor von Grotthuß (em lituano Teodors Grothuss, Leipzig, 20 de janeiro de 1785 - Geddutz (hoje Gedučiai, Lituânia), 26 de março de 1822) foi um físico e químico lituano, criador da primeira lei da fotoquímica, em 1817. No entanto, é mais conhecido pela formulação da primeira teoria da eletrólise, em 1806.

## Biografia
Estudou em três países diferentes: Alemanha, França e Itália. Os seus primeiros trabalhos em eletricidade apareceram com a idade de 20 anos. Na cidade de Curlândia, continuou suas pesquisas e tendo sido atacado por uma doença incurável, matou-se com a idade de 37 anos.
No estudo da eletrólise, considerava que quando um eletrólito se decompõe e suas partes constituintes, que apresentando cada uma eletricidades diferentes, sendo essa separação realizada de modo invisível, as moléculas colocam-se em forma de cadeia e sofrendo a influência da força eletromotriz, a parte metálica dirige-se para o pólo negativo e o radical na direção do pólo positivo. O interesse dessa teoria, que nasceu na primeira metade do século dezenove, apresenta que os íons de cargas diferentes movem-se em sentidos opostos.

## Literatura
- Juozas Al. Krikštopaitis: In the Wake of Volta’s Challenge: The Electrolysis Theory of Theodor Grotthuss, 1805. PDF
- A. G. Morachevskii (2005): Theodor Grotthuss (to 220th Anniversary of His Birthday). In: Russian Journal of Applied Chemistry. Bd. 78, Nr. 1, S. 166-168. doi:10.1007/s11167-005-0250-y
- Samuel Cukierman (2006): Et tu, Grotthuss! and other unfinished stories. In: Biochimica et Biophysica Acta. Bd. 1757, Nr. 8, S. 876–885. PMID 16414007